# Gobius niger
Espèce
Gobius niger, le gobie noir, est une espèce de poissons osseux de l'ordre des Perciformes, de la famille des Gobiidae, et la sous-famille des Gobiinae.

## Description
Il peut atteindre une longueur de 18 cm. Son cou et ses flancs sont couverts d'écailles et ornés de taches foncées, ses deux nageoires dorsales sont garnies d'une tache noire à leur partie antérieure supérieure.

## Alimentation
Il se nourrit de divers invertébrés et parfois de petits poissons.

## Répartition et habitat
Il vit dans l'Atlantique oriental et dans la Méditerranée, mer Noire incluse.
On peut le trouver dans les estuaires, les lagunes, les herbiers aquatiques côtiers et les champs d'algues immergées.